# Arquidiócesis de Santa Fe de la Vera Cruz
La arquidiócesis de Santa Fe de la Vera Cruz (en latín: Archidioecesis Sanctae Fidei Verae Crucis) es una circunscripción eclesiástica de la Iglesia católica en Argentina. Se trata de una arquidiócesis latina, sede metropolitana de la provincia eclesiástica de Santa Fe de la Vera Cruz. Desde el 17 de abril de 2018 su arzobispo es Sergio Alfredo Fenoy.

## Territorio y organización

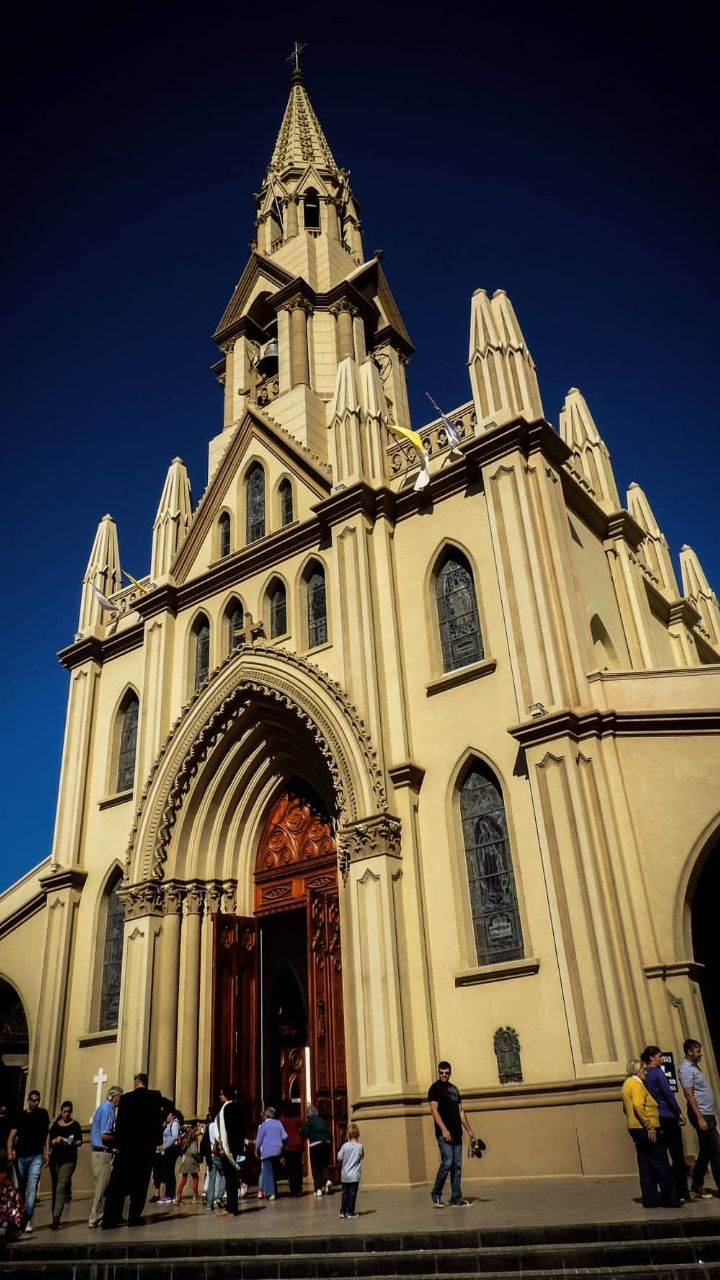
Basílica Nuestra Señora de Guadalupe, en Santa Fe

La arquidiócesis tiene 30 701 km² y extiende su jurisdicción sobre los fieles católicos de rito latino residentes en la provincia de Santa Fe: en los departamentos de: La Capital, Garay, Las Colonias, San Jerónimo, San Justo, San Martín y una pequeña parte en el sur de San Javier.
La sede de la arquidiócesis se encuentra en la ciudad de Santa Fe, en donde se halla la Catedral de Todos los Santos y las basílicas menores de Nuestra Señora de Guadalupe y de Nuestra Señora del Carmen. En Esperanza se encuentra la basílica de la Natividad de la Santísima Virgen.
La arquidiócesis tiene como sufragáneas a las diócesis de: Rafaela y Reconquista.
En 2020 en la arquidiócesis existían 93 parroquias y 4 cuasiparroquias.

## Historia
La diócesis de Santa Fe fue erigida por el papa León XIII con la bula In Petri Cathedra el 15 de febrero de 1897 separando de la diócesis de Paraná (hoy arquidiócesis) la provincia de Santa Fe y los territorios nacionales de Formosa y del Chaco. Originalmente fue sufragánea de la arquidiócesis de Buenos Aires. Su primer obispo fue Juan Agustín Boneo, elegido por León XIII como obispo auxiliar de Buenos Aires el 15 de junio de 1893 y consagrado el 22 de octubre siguiente. El mismo papa más tarde lo trasladó a la diócesis de Santa Fe el 27 de enero de 1898, falleciendo el 16 de junio de 1932. 
En 1899 el papa León XIII proclamó a la Virgen de Guadalupe, patrona y titular de la diócesis de Santa Fe. El 14 de octubre de 1900 se realizó la primera procesión oficial por iniciativa de Boneo.
El papa Pío XI designó a Nicolás Fasolino para suceder a Boneo el 20 de octubre de 1932. El 20 de abril de 1934, con la bula Nobilis Argentinae nationis de Pío XI, la diócesis fue elevada a la categoría de arquidiócesis metropolitana. Al mismo tiempo cedió una parte de su territorio para la erección de la diócesis de Rosario (hoy arquidiócesis).

Quapropter, praeter Bonaërensem ecclesiasticam provinciam, unam, uti diximus, illic iam exsistentem, sex alias provincias, tenore praesentium eademque suprema auctoritate Nostra, erigimus ac statuimus, nempe: (...) S. Fidei in America Meridionali, (...) A Bonaerensi igitur provincia et ab eius metropolitana ecclesia sedes omnes, quae ipsi hucusque suffraganeae fuerunt, videlicet: (...) S. Fidei in America Meridionali, (...) Tucumanensem, (...) separamus, eique posthac Mercedensem et Amlensem dioeceses uti suffraganeas assignandus. (...) Provincia vero S. Fidei in America Meridionali, huius nominis ecclesiam, quae metropolitana posthac erit, amplectetur et cathedrales ecclesias Tucumanensem et Rosariensem.
Parte de la bula Nobilis Argentinae nationis

Fasolino se convirtió en el primer arzobispo de Santa Fe, hasta su muerte el 14 de agosto de 1969. El papa Pablo VI lo creó cardenal en el consistorio del 26 de junio de 1967. 
El 3 de junio de 1939 mediante la bula Ecclesiarum omnium del papa Pío XII fue erigida la diócesis de Resistencia (hoy arquidiócesis), separando los territorios nacionales de Formosa y del Chaco hasta entonces parte de la arquidiócesis de Santa Fe. La nueva diócesis pasó a ser sufragánea de Santa Fe.
El 11 de febrero de 1957 mediante la bula Quandoquidem adoranda del papa Pío XII fue erigida la diócesis de Reconquista con el sector norte de la arquidiócesis.
El 10 de abril de 1961 mediante la bula Cum Venerabilis del papa Juan XXIII fue erigida la diócesis de Rafaela con porciones del territorio de la arquidiócesis de Santa Fe y de la diócesis de Reconquista. Vicente Faustino Zazpe fue el obispo de Rafaela hasta que fue promovido a arzobispo de Santa Fe por el papa Pablo VI el 14 de agosto de 1969, hasta su muerte el 24 de enero de 1984.
El 19 de septiembre de 1992 asumió su nombre actual como consecuencia del decreto Ad earum politicam de la Congregación para los Obispos.
El 28 de agosto de 1984 Edgardo Gabriel Storni fue promovido a arzobispo de Santa Fe tras la muerte de su antecesor. El 30 de septiembre de 1984 tomó posesión de la arquidiócesis. Renunció el 1 de octubre de 2002, después de acusaciones de abuso sexual por las que fue condenado en 2009 por una sentencia que fue anulada dos años después. Al renunciar quedó como arzobispo emérito de Santa Fe de la Vera Cruz, dando lugar a José María Arancedo, quien siendo obispo de Mar del Plata fue promovido por el papa Juan Pablo II a esta sede arzobispal el 13 de febrero de 2003.
Arancedo presentó su renuncia en 2015, según la ley canónica al cumplir 75 años, la cual fue aceptada por el papa Francisco el 17 de abril de 2018, mismo día en que fue nombrado el nuevo arzobispo de Santa Fe, Sergio Fenoy, quien estaba ejerciendo de obispo en la diócesis de San Miguel.

## Estadísticas
Según el Anuario Pontificio 2021 la arquidiócesis tenía a fines de 2020 un total de 729 300 fieles bautizados.
| Año                                                                             | Población            | Población | Población      | Sacerdotes | Sacerdotes    | Sacerdotes    | Bautizados por sacerdote | Diáconos permanentes | Religiosos | Religiosos | Parroquias |
| Año                                                                             | Bautizados católicos | Total     | % de católicos | Total      | Clero secular | Clero regular | Bautizados por sacerdote | Diáconos permanentes | Varones    | Mujeres    | Parroquias |
| ------------------------------------------------------------------------------- | -------------------- | --------- | -------------- | ---------- | ------------- | ------------- | ------------------------ | -------------------- | ---------- | ---------- | ---------- |
| 1950                                                                            | 700 000              | 736 600   | 95.0           | 211        | 134           | 77            | 3317                     |                      | 141        | 523        | 107        |
| 1966                                                                            | 615 000              | 665 000   | 92.5           | 178        | 105           | 73            | 3455                     |                      | 73         | 480        | 75         |
| 1970                                                                            | ?                    | 497 431   | ?              | 138        | 80            | 58            | ?                        |                      | 82         | 409        | 79         |
| 1976                                                                            | 643 000              | 693 400   | 92.7           | 130        | 75            | 55            | 4946                     |                      | 75         | 300        | 70         |
| 1980                                                                            | 506 000              | 560 000   | 90.4           | 133        | 68            | 65            | 3804                     | 6                    | 72         | 175        | 81         |
| 1990                                                                            | 670 000              | 720 000   | 93.1           | 128        | 81            | 47            | 5234                     | 9                    | 67         | 200        | 98         |
| 1999                                                                            | 770 000              | 850 000   | 90.6           | 138        | 92            | 46            | 5579                     | 16                   | 55         | 236        | 90         |
| 2000                                                                            | 790 000              | 875 000   | 90.3           | 139        | 96            | 43            | 5683                     | 18                   | 52         | 241        | 88         |
| 2001                                                                            | 795 000              | 880 000   | 90.3           | 139        | 94            | 45            | 5719                     | 18                   | 48         | 203        | 88         |
| 2002                                                                            | 790 000              | 890 000   | 88.8           | 129        | 96            | 33            | 6124                     | 18                   | 43         | 219        | 89         |
| 2003                                                                            | 800 000              | 890 000   | 89.9           | 134        | 102           | 32            | 5970                     | 18                   | 40         | 243        | 89         |
| 2004                                                                            | 810 000              | 895 000   | 90.5           | 138        | 98            | 40            | 5869                     | 16                   | 51         | 214        | 89         |
| 2010                                                                            | 840 000              | 960 000   | 87.5           | 131        | 101           | 30            | 6412                     | 18                   | 31         | 123        | 91         |
| 2014                                                                            | 872 000              | 996 000   | 87.6           | 125        | 103           | 22            | 6976                     | 20                   | 26         | 101        | 94         |
| 2017                                                                            | 711 000              | 890 000   | 79.9           | 125        | 105           | 20            | 5688                     | 27                   | 23         | 100        | 94         |
| 2020                                                                            | 729 300              | 916 000   | 79.6           | 128        | 103           | 25            | 5697                     | 22                   | 28         | 90         | 93         |
| Fuente: Catholic-Hierarchy, que a su vez toma los datos del Anuario Pontificio. |                      |           |                |            |               |               |                          |                      |            |            |            |

La arquidiócesis tiene 221 iglesias y capillas, 3 santuarios, 1 monasterio femenino, 16 casas de religiosos y 36 de religiosas. Además cuenta con 96 centros educativos.

## Episcopologio

### Obispos de Santa Fe
| Orden | Imagen | Nombre del ordinario        | Fecha de preconización | Fecha de cese        | Razón de fin del cargo |
| 1.º   |        | Juan Agustín Boneo †        | 7 de febrero de 1898   | 17 de junio de 1932  | Falleció               |
| 2.º   |        | Cardenal Nicolás Fasolino † | 20 de octubre de 1932  | 13 de agosto de 1934 | Nombrado arzobispo     |

### Arzobispos de Santa Fe/Santa Fe de la Vera Cruz
| Orden | Imagen | Nombre del ordinario        | Fecha de preconización            | Fecha de cese        | Referencias |
| 1.º   |        | Cardenal Nicolás Fasolino † | 13 de agosto de 1934              | 13 de agosto de 1969 | Falleció    |
| 2.º   |        | Vicente Faustino Zazpe      | 13 de agosto de 1969 por sucesión | 24 de enero de 1984  | Falleció    |
| 3.º   |        | Edgardo Gabriel Storni †    | 28 de agosto de 1984              | 1 de octubre de 2002 | Renunció    |
| 4.º   |        | José María Arancedo         | 13 de febrero de 2003             | 17 de abril de 2018  | Retirado    |
| 5.º   |        | Sergio Alfredo Fenoy        | Desde el 17 de abril de 2018      |                      | [ 17 ]      |